# Aspidogyne herzogii
Aspidogyne herzogii är en orkidéart som först beskrevs av Rudolf Schlechter, och fick sitt nu gällande namn av Paul Ormerod. Aspidogyne herzogii ingår i släktet Aspidogyne och familjen orkidéer.
Artens utbredningsområde är Bolivia. Inga underarter finns listade i Catalogue of Life.